# Цольдо-Альто
Цольдо-Альто (італ. Zoldo Alto, вен. Zoldo Alto) — колишній муніципалітет в Італії, у регіоні Венето,  провінція Беллуно. З 23 лютого 2016 року Цольдо-Альто є частиною новоствореного муніципалітету Валь-ді-Цольдо.
Цольдо-Альто розташоване на відстані близько 500 км на північ від Рима, 110 км на північ від Венеції, 27 км на північ від Беллуно.
Населення — 915 осіб (2014).
Щорічний фестиваль відбувається 6 грудня. Покровитель — San Nicolò.

## Демографія
Населення за роками:

Станом на 31 грудня 2014 року в муніципалітеті офіційно проживав 31 іноземець з 8 країн, серед них 21 громадянин країн Євросоюзу та 7 громадян України.

## Сусідні муніципалітети
- Агордо
- Аллеге
- Борка-ді-Кадоре
- Форно-ді-Цольдо
- Ла-Валле-Агордіна
- Сельва-ді-Кадоре
- Таїбон-Агордіно
- Водо-ді-Кадоре
- Цоппе-ді-Кадоре